# NEA Jazz Masters
NEA Jazz Masters je od roku 1982 každoročně udělované ocenění, které uděluje agentura National Endowment for the Arts. Je udělováno různým hudebníkům, kteří se zasloužili o vývoj jazzu.

## Držitelé ocenění
- 1982: Roy Eldridge, Dizzy Gillespie, Sun Ra
- 1983: Count Basie, Kenny Clarke, Sonny Rollins
- 1984: Ornette Coleman, Miles Davis, Max Roach
- 1985: Gil Evans, Ella Fitzgeraldová, Jonathan Jones
- 1986: Benny Carter, Dexter Gordon, Teddy Wilson
- 1987: Cleo Patra Brown, Melba Liston, Jay McShann
- 1988: Art Blakey, Lionel Hampton, Billy Taylor
- 1989: Barry Harris, Hank Jones, Sarah Vaughan
- 1990: George Russell, Cecil Taylor, Gerald Wilson
- 1991: Danny Barker, Buck Clayton, Andy Kirk, Clark Terry
- 1992: Betty Carter, Dorothy Donegan, Harry „Sweets“ Edison
- 1993: Milt Hinton, Jon Hendricks, Joe Williams
- 1994: Louie Bellson, Ahmad Jamal, Carmen McRae
- 1995: Ray Brown, Roy Haynes, Horace Silver
- 1996: Tommy Flanagan, J. J. Johnson, Benny Golson
- 1997: Billy Higgins, Milt Jackson, Anita O'Day
- 1998: Ron Carter, James Moody, Wayne Shorter
- 1999: Dave Brubeck, Art Farmer, Joe Henderson
- 2000: David Baker, Donald Byrd, Marian McPartland
- 2001: John Lewis, Jackie McLean, Randy Weston
- 2002: Frank Foster, Percy Heath, McCoy Tyner
- 2003: Jimmy Heath, Elvin Jones, Abbey Lincoln
- 2004: Jim Hall, Chico Hamilton, Herbie Hancock, Luther Henderson, Nancy Wilson, Nat Hentoff
- 2005: Kenny Burrell, Paquito D'Rivera, Slide Hampton, Shirley Horn, Artie Shaw, Jimmy Smith, George Wein
- 2006: Ray Barretto, Tony Bennett, Bob Brookmeyer, Chick Corea, Buddy DeFranco, Freddie Hubbard, John Levy
- 2007: Tošiko Akijoši, Curtis Fuller, Ramsey Lewis, Dan Morgenstern, Jimmy Scott, Frank Wess, Phil Woods
- 2008: Candido Camero, Andrew Hill, Quincy Jones, Tom McIntosh, Gunther Schuller, Joe Wilder
- 2009: George Benson, Jimmy Cobb, Lee Konitz, Toots Thielemans, Rudy Van Gelder, Snooky Young
- 2010: Muhal Richard Abrams, George Avakian, Kenny Barron, Bill Holman, Bobby Hutcherson, Yusef Lateef, Annie Ross, Cedar Walton
- 2011: Hubert Laws, David Liebman, Johnny Mandel, Orrin Keepnews, rodina Marsalisova (Ellis Marsalis, Jr., Branford Marsalis, Wynton Marsalis, Delfeayo Marsalis, Jason Marsalis)
- 2012: Jack DeJohnette, Von Freeman, Charlie Haden, Sheila Jordan, Jimmy Owens[1]
- 2013: Mose Allison, Lou Donaldson, Lorraine Gordon, Eddie Palmieri[2]
- 2014: Jamey Aebersold, Anthony Braxton, Richard Davis, Keith Jarrett
- 2015: Carla Bley, George Coleman, Charles Lloyd, Joe Segal
- 2016: Gary Burton, Wendy Oxenhorn, Pharoah Sanders, Archie Shepp
- 2017: Dave Holland, Dick Hyman, Dr. Lonnie Smith, Ira Gitler, Dee Dee Bridgewater
- 2018: Pat Metheny, Dianne Reeves, Joanne Brackeen, Todd Barkan
- 2019: Bob Dorough, Abdullah Ibrahim, Maria Schneider, Stanley Crouch
- 2020: Dorthaan Kirk, Bobby McFerrin, Roscoe Mitchell, Reggie Workman
- 2021: Terri Lyne Carrington, Albert „Tootie“ Heath, Phil Schaap, Henry Threadgill
- 2022: Billy Hart, Donald Harrison, Stanley Clarke, Cassandra Wilsonová